# Inkhundla
Inkhundla (l.mn.: tinkhundla) – jednostka administracyjna w Eswatini, mniejsza od dystryktu, a większa od umphakatsi. W Królestwie Eswatini jest 55 tinkhundla: 14 w Dystrykcie Hhohho, 11 w Dystrykcie Lubombo, 16 w Dystrykcie Manzini oraz 14 w Dystrykcie Shiselweni.
Na podstawie Konstytucji z 26 lipca 2005 r. z każdego inkhundla zostaje wybierany jeden przedstawiciel do niższej izby parlamentu Eswatini - Izby Zgromadzeń.